# Italië op de Olympische Winterspelen 1952
Tijdens de Olympische Winterspelen van 1952, die in Oslo (Noorwegen) werden gehouden, nam Italië voor de zesde keer deel.

## Medailleoverzicht
| Sport       | Olympiër         | Discipline   | Medaille |
| ----------- | ---------------- | ------------ | -------- |
| Alpineskiën | Zeno Colò        | afdaling (m) | Goud     |
| Alpineskiën | Giuliana Minuzzo | afdaling (v) | Brons    |

## Deelnemers en resultaten

### Alpineskiën
| Olympiër               | Discipline       | Resultaat | Prestatie                              |
| ---------------------- | ---------------- | --------- | -------------------------------------- |
| Albino Alverà          | slalom (m)       | 23e       | 2.10,4 (+10,4) 1.04,7+1.05,7           |
| Silvio Alverà          | afdaling (m)     | 20e       | 2.43,6 (+12,8)                         |
| Silvio Alverà          | reuzenslalom (m) | 22e       | 2.37,7 (+12,7)                         |
| Silvio Alverà          | slalom (m)       | 19e       | 2.09,8 (+9,8) 1.04,5+1.05,3            |
| Ilio Colli             | afdaling (m)     | 18e       | 2.43,2 (+12,4)                         |
| Zeno Colò              | afdaling (m)     | Goud      | 2.30,8                                 |
| Zeno Colò              | reuzenslalom (m) | 4e        | 2.29,1 (+4,1)                          |
| Zeno Colò              | slalom (m)       | 4e        | 2.01,8 (+1,8) 1.00,9+1.00,9            |
| Carlo Gartner          | afdaling (m)     | 8e        | 2.36,5 (+5,7)                          |
| Carlo Gartner          | reuzenslalom (m) | 18e       | 2.35,7 (+10,7)                         |
| Roberto Lacedelli      | reuzenslalom (m) | 24e       | 2.39,5 (+14,5)                         |
| Ermanno Nogler         | slalom (m)       | r1: 42e   | 2e run niet startgerechtigd 1.09,5+dns |
| Maria Grazia Marchelli | afdaling (v)     | dq        | diskwalificatie                        |
| Maria Grazia Marchelli | reuzenslalom (v) | dq        | diskwalificatie                        |
| Giuliana Minuzzo       | afdaling (v)     | Brons     | 1.49,0 (+1,9)                          |
| Giuliana Minuzzo       | reuzenslalom (v) | 20e       | 2.18,2 (+11,4)                         |
| Giuliana Minuzzo       | slalom (v)       | 8e        | 2.15,9 (+5,3) 1.08,0+1.07,9            |
| Celina Seghi           | afdaling (v)     | 15e       | 1.54,9 (+7,8)                          |
| Celina Seghi           | reuzenslalom (v) | 7e        | 2.12,5 (+5,7)                          |
| Celina Seghi           | slalom (v)       | 4e        | 2.13,8 (+3,2) 1.06,5+1.07,3            |

### Bobsleeën
| Olympiër                                                            | Discipline              | Resultaat | Prestatie                                                |
| ------------------------------------------------------------------- | ----------------------- | --------- | -------------------------------------------------------- |
| Umberto Gilarduzzi Luigi Cavalieri                                  | 2-mansbob (m) Italië I  | 12e       | 5.38,36 (+13,82) (1.23,86 / 1.25,26 / 1.24,80 / 1.24,44) |
| Alberto Della Beffa Dario Colombi                                   | 2-mansbob (m) Italië II | 10e       | 5.37,22 (+12,68) (1.23,86 / 1.24,71 / 1.24,03 / 1.24,62) |
| Alberto Della Beffa Sandro Rasini Dario Colombi Dario Poggi         | 4-mansbob (m) Italië II | 10e       | 5.19,92 (+12,08) (1.20,02 / 1.21,39 / 1.18,86 / 1.19,65) |
| Umberto Gilarduzzi Michele Alverà Vittorio Folonari Luigi Cavalieri | 4-mansbob (m) Italië II | 14e       | 5.25,98 (+18,14) (1.21,23 / 1.21,35 / 1.21,64 / 1.21,76) |

### Kunstrijden
| Olympiër    | Discipline | Resultaat | Prestatie                |
| ----------- | ---------- | --------- | ------------------------ |
| Carlo Fassi | mannen     | 6e        | pc. 50,0; 169,822 punten |

### Langlaufen
| Olympiër                                                              | Discipline        | Resultaat | Prestatie                                        |
| --------------------------------------------------------------------- | ----------------- | --------- | ------------------------------------------------ |
| Federico De Florian                                                   | 18 km (m)         | 19e       | 1:06.54 (+5.20)                                  |
| Arrigo Delladio                                                       | 18 km (m)         | 24e       | 1:09.17 (+7.43)                                  |
| Giacomo Mosele                                                        | 18 km (m)         | 34e       | 1:10.36 (+9.02)                                  |
| Ottavio Compagnoni                                                    | 18 km (m)         | 36e       | 1:10.50 (+9.16)                                  |
| Alfredo Prucker                                                       | 18 km (m)         | 38e       | 1:10.56 (+9.22)                                  |
| Severino Compagnoni                                                   | 50 km (m)         | 18e       | 4:16.13 (+42.40)                                 |
| Antenore Cuel                                                         | 50 km (m)         | 19e       | 4:16.26 (+42.53)                                 |
| Arrigo Delladio Nino Anderlini Federico De Florian Vincenzo Perruchon | 4x10 km estafette | 6e        | 2:35.33 (+15.17) (38.46 / 38.08 / 40.51 / 37.48) |
| Fides Romanin                                                         | 10 km (v)         | 17e       | 54.43 (+13.03)                                   |
| Ildegarda Taffra                                                      | 10 km (v)         | dnf       | opgave                                           |

### Noordse combinatie
| Olympiër        | Discipline | Resultaat | Prestatie                                                              |
| --------------- | ---------- | --------- | ---------------------------------------------------------------------- |
| Alfredo Prucker | mannen     | 12e       | 397,97 punten schans: 189,0 (58,5+59,5+60,5 m) 18 km: 208,97 (1:10.56) |

### Schaatsen
| Olympiër        | Discipline   | Resultaat | Prestatie         |
| --------------- | ------------ | --------- | ----------------- |
| Guido Caroli    | 10.000 m (m) | 28e       | 19.13,6 (+2.27,8) |
| Guido Citterio  | 500 m (m)    | 38e       | 48,2 (+5,0)       |
| Guido Citterio  | 1500 m (m)   | 32e       | 2.30,8 (+10,4)    |
| Enrico Musolino | 500 m (m)    | 25e       | 45,9 (+2,7)       |
| Enrico Musolino | 1500 m (m)   | 31e       | 2.30,7 (+10,3)    |

Argentinië · Australië · België · Bulgarije · Canada · Chili · Denemarken · Duitsland · Finland · Frankrijk · Griekenland · Groot-Brittannië · Hongarije · IJsland · Italië · Japan · Joegoslavië · Libanon · Nederland · Nieuw-Zeeland · Noorwegen · Oostenrijk · Polen · Portugal · Roemenië · Spanje · Tsjecho-Slowakije · Verenigde Staten · Zweden · Zwitserland